# Pongsakon Srevaurai
Pongsakon Srevaurai (thailändisch พงศกร ศรีวะอุไร, * 8. Oktober 1997) ist ein thailändischer Fußballspieler.

## Karriere
Pongsakon Srevaurai stand bis Saisonende 2021/22 beim Drittligisten Pathumthani University FC in Ayutthaya unter Vertrag. Mit dem Verein spielte er in der Western Region der Liga. Mit dem Verein wurde er Vizemeister der Region. In den Aufstiegsspielen zur zweiten Liga konnte man sich jedoch nicht durchsetzen. Im Sommer 2022 wechselte er zum Erstligisten Police Tero FC. Sein Erstligadebüt für den Klub aus der Hauptstadt Bangkok gab Pongsakon Srevaura am 22. Januar 2023 (16. Spieltag) im Auswärtsspiel gegen den Chonburi FC. Bei der 5:3-Niederlage wurde er in der 89. Spielminute für Rangsan Wiroonsri eingewechselt.